# Robert Peugeot

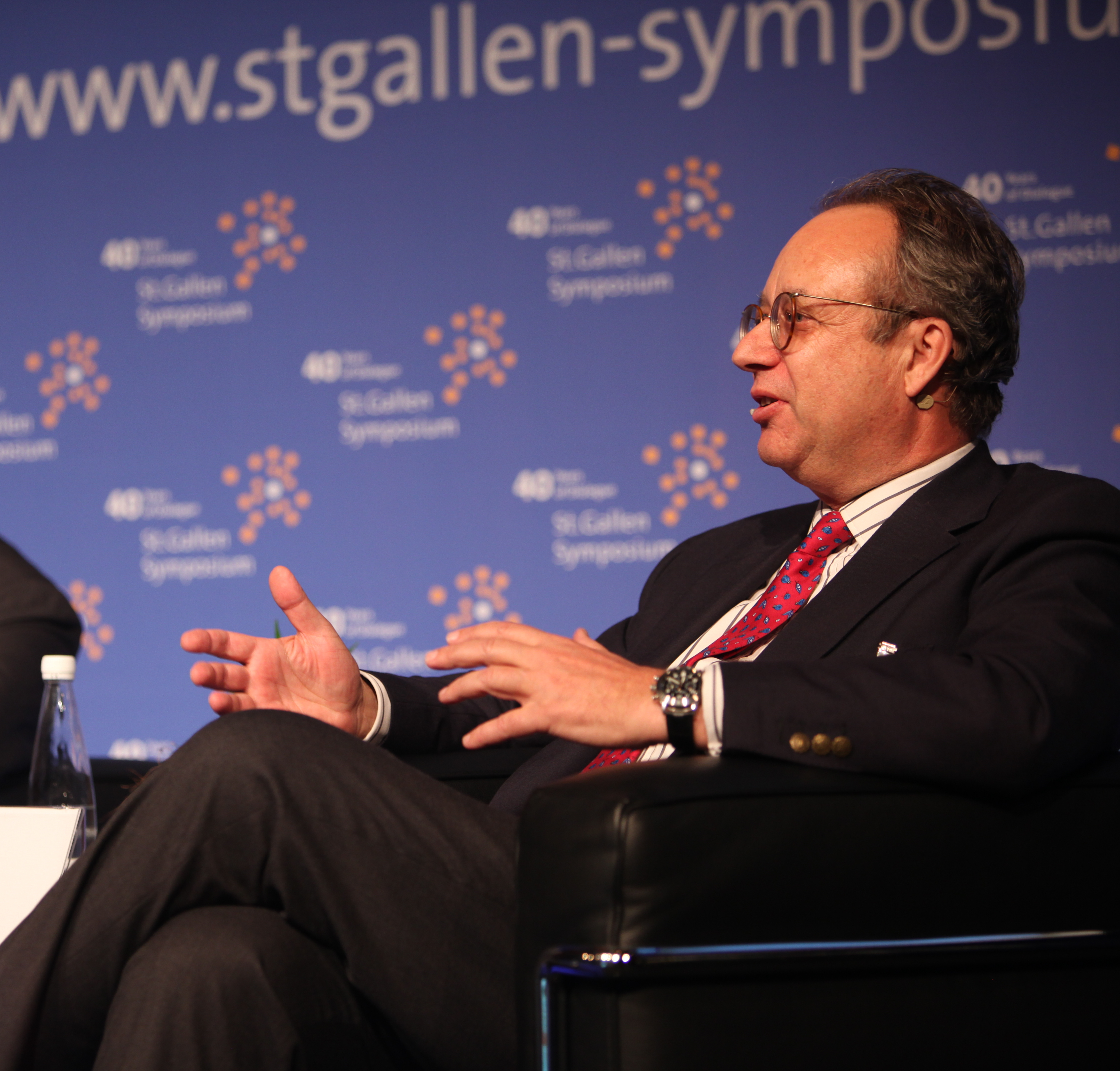
Robert Peugeot

Robert Peugeot (* 25. April 1950 in Belfort) ist ein französischer Unternehmer.

## Leben
Robert Peugeot besuchte das Lycée Janson de Sailly in Paris und studierte Ingenieurwesen an der École Centrale Paris. Nach seinem Studium begann er im Unternehmen Peugeot zu arbeiten, in dessen Unternehmensleitung er sich gegenwärtig befindet. Nach Angaben des US-amerikanischen Forbes Magazine gehört Robert Peugeot und seine Familie zu den reichsten Franzosen.